# Xylocopa brasilianorum
Xylocopa brasilianorum là một loài Hymenoptera trong họ Apidae. Loài này được Linnaeus mô tả khoa học năm 1767.